# Цирквена
Цирквена је насељено место у саставу општине Свети Иван Жабно у Копривничко-крижевачкој жупанији, Хрватска. До територијалне реорганизације у Хрватској налазила се у саставу бивше велике општине Крижевци.

## Становништво
На попису становништва 2011. године, Цирквена је имала 574 становника.

## Попис1991.
На попису становништва 1991. године, насељено место Цирквена је имало 626 становника, следећег националног састава:
| Попис 1991.‍  | Попис 1991.‍  | Попис 1991.‍ | Попис 1991.‍ | Попис 1991.‍ |
| ------------ | ------------ | ----------- | ----------- | ----------- |
|              |              |             |             |             |
| Хрвати       | Хрвати       |             | 612         | 97,76%      |
| Југословени  | Југословени  |             | 3           | 0,47%       |
| Срби         | Срби         |             | 3           | 0,47%       |
| неопредељени | неопредељени |             | 8           | 1,27%       |
| укупно: 626  |              |             |             |             |